# Erebia belaënsis
Erebia belaënsis är en fjärilsart som beskrevs av Goltz 1937. Erebia belaënsis ingår i släktet Erebia och familjen praktfjärilar. Inga underarter finns listade i Catalogue of Life.